# Valderrey
Valderrey település Spanyolországban, León tartományban. Lakosainak száma 416 fő (2024).

## Földrajza
Valderrey San Justo de la Vega, Villarejo de Órbigo, San Cristóbal de la Polantera, Riego de la Vega, Villamontán de la Valduerna, Destriana és Santiago Millas községekkel határos.

## Népesség
A település lakosságának változását az alábbi diagram mutatja:
| Lakosok száma | 636  | 580  | 574  | 517  | 487  | 464  | 450  | 446  | 422  | 416  |
|               | 2001 | 2004 | 2007 | 2009 | 2012 | 2014 | 2017 | 2019 | 2022 | 2024 |